# Vinyl (Film)
Vinyl ist ein Underground-Film von Andy Warhol. Er basiert auf dem Roman A Clockwork Orange von Anthony Burgess.

## Handlung
Der Film handelt von dem jugendlichen Straftäter Victor, der seine Zeit damit verbringt, Gewichte zu heben, zu tanzen und Leute zu quälen. Als er sich mit seinem Freund Scum Baby prügelt, ruft dieser die Polizei. Victor wird vor die Wahl gestellt, ins Gefängnis zu gehen oder sich einer verhaltensändernden Maßnahme zu unterziehen. Victor entscheidet sich für die Behandlung und wird von einem Arzt an einen Stuhl gefesselt. Man zwingt ihn, sich gewalttätige Videos anzuschauen und das Geschehen auf dem Bildschirm zu beschreiben, während heißes Kerzenwachs über seinen Handrücken läuft. Nach einiger Zeit schwört Victor der Gewalt ab und wird losgebunden. Die Aufforderungen des Arztes, ihn zu schlagen und Drogen zu nehmen, lehnt er ab. Victor ist geheilt.

## Hintergrund
Vinyl war die erste Adaption des Romans A Clockwork Orange, der sechs Jahre später von Stanley Kubrick erneut verfilmt wurde (siehe Uhrwerk Orange). Warhol kaufte das Buch im Frühjahr 1965 und gab es an seinen Drehbuchautor Ronald Tavel weiter. Angeblich hatte er sich die Rechte an dem Stoff für 3.000 Dollar gesichert. Der Film basiert nur lose auf der Vorlage und gibt die Handlung in sehr verkürzter Form wieder. Die Namen der Figuren wurden geändert.
Die Dreharbeiten zu Vinyl fanden an einem Tag im April/Anfang Mai 1965 statt. Das Budget war sehr gering, Proben gab es keine. Der einzige Schauplatz des Films ist eine Ecke in Warhols Factory. Die 16-mm-Kamera, der Marke Auricon, stand auf einem Stativ und wurde kaum bewegt.
Vinyl sollte ursprünglich aus einer rein männlichen Besetzung bestehen und Gerard Malanga groß herausbringen; als jedoch das attraktive Fotomodell Edie Sedgwick, das Warhol Anfang des Jahres kennengelernt hatte, zufällig zum Drehbeginn in der Factory auftauchte, gab ihr Warhol in letzter Minute auch noch eine Rolle in dem Streifen. Manche der Statisten, die in Vinyl zu sehen sind, waren sich nicht einmal bewusst, dass sie gefilmt wurden und haben keinerlei Bezug zur Handlung. Statt eines Vorspanns werden der Titel des Films und die Namen der Mitwirkenden von den Darstellern vorgelesen.
Die Songs, die man im Film hört, sind Nowhere to Run von Martha & the Vandellas und Tired of Waiting For You von den Kinks. Nowhere to Run wird zweimal in voller Länge gespielt, während die Darsteller ausgelassen dazu tanzen.
Vinyl wurde zum ersten Mal am 4. Juni 1965 im Rahmen von Jonas Mekas’ Film-Makers’ Cinematheque aufgeführt.
Stanley Kubricks Verfilmung von 1971 beginnt, ebenso wie Vinyl, mit einer Großaufnahme des Gesichts der Hauptfigur. Wieso der Film Vinyl heißt, bleibt ungeklärt.